# Hyphen Press
Hyphen Press est une maison d'édition londonienne spécialisée dans la typographie. Elle a été créée par Robin Kinross en 1980.
Princeton Architectural Press distribue en Amérique du Nord les livres publiés par Hyphen Press. La traduction française de certains de ceux-ci est parue chez B42.
Hyphen Press a également sorti quelques disques.

## Livres édités
- Paul Renner, Christopher Burke, 1998
- Anthony Froshaug (en): Typography & Texts, Robin Kinross, 2000
- A View of Early Typography, Harry Carter, 2002
- Designing Books, Jost Hochuli et Robin Kinross, 2003
- Type Spaces, Peter Burnhill, 2003
- The Stroke: Theory of Writing, Gerrit Noordzij, 2005
- Modern Typography, Robin Kinross, 2010